# Basílica de los Sagrados Corazones de Jesús y María (Southampton)
La Basílica de los Sagrados Corazones de Jesús y María (en inglés: Basilica of the Sacred Hearts of Jesus and Mary) Es el nombre que recibe un edificio religioso con el estatus de una Basílica Menor de la Iglesia Católica ubicado en Southampton, Nueva York, al noreste de Estados Unidos. También es una iglesia parroquial de la diócesis de Rockville Centre. La iglesia de estilo gótico del renacimiento fue terminada en 1908 por $ 100.000. El exterior está cubierto de mármol blanco. El Papa Benedicto XVI decretó el 11 de noviembre de 2011 que la entonces iglesia de los Sagrados Corazones de Jesús y María fuera elevada a la condición de una basílica menor.